# 髷
髷（まげ）は、髪を束ねたり結ったりして頭頂に髻（もとどり）をかたどった、日本の伝統的髪型。

## 種類
- 男髷
  - 大銀杏（おおいちょう）
  - 銀杏髷（いちょうまげ）
  - さかやき
  - 丁髷（ちょんまげ）
  - 茶筅髷（ちゃせんまげ）
  - 本多髷（ほんだまげ）
  - 奴髷（やっこまげ）
- 女髷
  - 銀杏返し（いちょうかえし）
  - 長船
  - 吹髷（おふく）
  - 貝髷（かいまげ）
  - 片外し（かたはづし）
  - 角前髪（かつぜんまげ）
  - 勝山髷（かつやままげ）
  - 先笄（さっこ、さきこうがい）
  - 水車髷（すいしゃまげ）
  - 稚児髷（ちごまげ）
  - 灯籠鬢（とうろうまげ）
  - 唐人髷（とうじんまげ）
  - 丸髷（まるまげ）
  - 三輪髷（みわまげ）
  - 桃割れ（ももわれ）
- 島田髷
  - おしどり
  - 禿島田（かむろしまだ）
  - 京風島田（きょうふうしまだ）
  - 銀杏崩し（ぎんなんくずし）
  - 芸者島田（げいしゃしまだ）
  - 古墳島田（こふんしまだ）
  - 高島田（たかしまだ）
  - つぶいち
  - 潰し島田（つぶししまだ）
  - 投げ島田（なげしまだ）
  - 禿島田（はげしまだ）
  - 春信風島田（はるのぶふうしまだ）
  - おふく
  - 娘島田（むすめしまだ）
  - 奴島田（やっこしまだ）
  - 結綿（ゆいわた）
- その他
  - お煙草盆（おたばこぼん）
  - 楽屋銀杏（がくやいちょう）
  - 唐輪
  - 櫛巻き（くしまき）
  - 立兵庫（たてひょうご）
  - 吹輪（ふくわ）
  - 横兵庫（よこひょうご）
  - 角前髪
  - 尼削ぎ
  - 総髪
  - おしどり
  - 結綿
  - 両輪
  - 割り鹿の子
  - 割れしのぶ
  - 大垂髪
  - 髱
  - おたばこぼん
  - 禿（かむろ）
  - 切り髪
  - 角髪
  - 一髻（ひとつもとどり）
  - 高髻（こうけい）